# カーバー

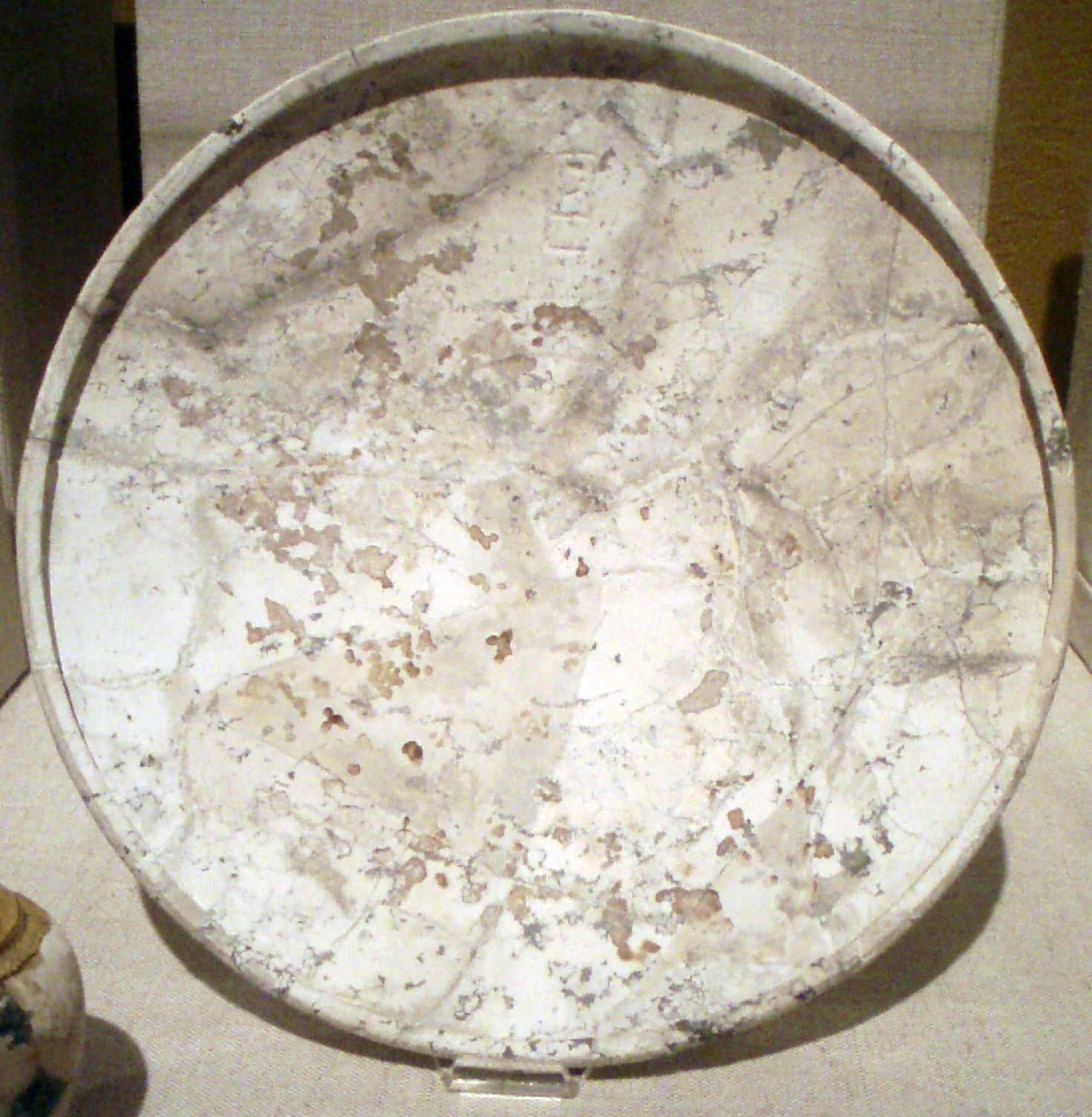
カーバァの名が記されたドロマイトの器

カーバー（Khaba）は、エジプト古王国のファラオであり、一般にはエジプト第3王朝の終盤に統治したファラオとして知られている。セケムケトの後継者であり、セケムケトと Djeseretnebti の間の息子だと考えられている。またカーバーは紀元前2640年から紀元前2637年の比較的短い4年間在位したと考えられているが、この時期は、乏しい確証に基づく憶測の多い時代でもある。
カーバーは、ギザの2km南方ザウィト・エル・アリヤンにある層状ビラミッドと関係があると言われている。これは未完成のピラミッドで、約42-45mの高さになるはずだが、20mまでしか建設されなかった。このピラミッドをカーバーと結びつける直接的な碑文は存在しないが、ピラミッドのすぐ北にあるマスタバZ-500の付近にある4つか5つの建造物と8つのアラバスターはカーバーが作ったものだと証明されている。
この王は『トリノ王名表』に「消去」として記載されており、これは彼の治世下で王朝上の問題が起こったか、この表を作成した書記官が、古代の記録から完全に判読できなかったことを示唆している。またカーバーは実は第3王朝最後のファラオであり、フニと同一人物であるという主張もされている。
カーバーの名前は、この王朝の終わり頃に確立されたカルトゥーシュよりもセレクで囲まれることが多いが、kha の音価を持つ日の出の記号と、ba の音価を持つクラハシコウの記号を組み合わせて表現される。彼の名前は、「魂が現れる」と翻訳される。